# John Grunsfeld
John Mace Grunsfeld (Chicago, 10 de outubro de 1958) é um astronauta norte-americano, veterano de cinco missões espaciais e ex-chefe cientista da NASA.
Físico formado pelo Instituto de Tecnologia de Massachusetts e pela Universidade de Chicago, foi selecionado pela NASA para o programa de astronautas em 1992, qualificando-se após o treinamento para voos espaciais como especialista de missão. No início trabalhou na área de desenvolvimento de missão do departamento de astronautas, liderando a equipe de estudos de criação de computadores portáteis a serem usados no espaço.

## Missões
Fez seu primeiro voo espacial em março de 1995, na missão STS-67 da Endeavour, uma missão dedicada a observações astronômicas ultravioleta com o Spacelab, usando observatório Astro-2.
Sua segunda missão foi na STS-81 Atlantis, entre 12 e 22 de fevereiro de 1997, uma missão de dez dias à estação espacial russa Mir, parte do Programa Shuttle-Mir, entre os governos americanos e russo, e onde foi engenheiro de voo.
Quase três anos depois, participou da missão STS-103 Discovery, realizada em dezembro de 1999, em que a tripulação fez a manutenção e a modernização do telescópio espacial Hubble, instalando novos giroscópios e instrumentos científicos, além de sistemas de computação mais modernos. Nessa viagem, Grunsfeld realizou duas caminhadas espaciais para trabalhos fora da nave, num total de 16 horas.
Em março de 2002 foi pela quarta vez ao espaço, na STS-109 Discovery, nova missão ao Hubble, como comandante de carga. Nela, em três saídas da Columbia, que tiveram um total de 21 horas, ele ajudou a instalar novos painéis solares no telescópio, uma nova câmara digital, um novo sistema de resfriamento da câmara de infravermelho e um novo sistema de força.
Em 2009 Grusnfeld participou de sua quinta missão espacial, como tripulante da STS-125 Atlantis, lançada de Cabo Canaveral em 11 de maio e enviada ao telescópio Hubble - sua terceira missão ao Hubble e sete anos após a última - onde conduziu a última missão de manutenção e modernização do telescópio realizada através de um ônibus espacial.

## Montanhismo
John Grunsfeld também protagonizou um documentário para a televisão norte-americana, como protagonista de uma escalada ao Monte McKinley, a mais alta montanha da América do Norte. Em companhia do Dr. Howard Donner,um consultor da NASA, ele realizou pesquisas sobre o efeito de grandes altitudes na temperatura do corpo humano, usando para isso termômetros em forma de pílulas instalados dentro do corpo.
Grunsfeld chegou a 5800 metros de altura até ser obrigado a retornar, afetado pela 'doença da altitude', que afeta seres humanos expostos a baixa pressão atmosférica.